# Frantxia Haltzuet
Frantxia Usandizaga
Frantxia Haltzuet, connue également sous le nom de Françoise Usandizaga, née le 29 août 1908 à Bera, en Navarre (Espagne), et morte le 12 avril 1945, est une résistante basque de la guerre d'Espagne et de la Seconde Guerre mondiale, déportée au camp nazi de Ravensbrück.

## Biographie
Résistante de la Seconde Guerre mondiale, elle fait partie du réseau Comète.
Elle est l'une des héroïnes de l'évasion des résistants pendant la Seconde Guerre mondiale, notamment à Urrugne. Arrêtée après une dénonciation, elle est déportée à Ravensbrück, et meurt en déportation le 12 avril 1945.

## Postérité
- Son souvenir est commémoré notamment dans la vile d'Urrugne, en France, dans les Pyrénées-Atlantiques[8].

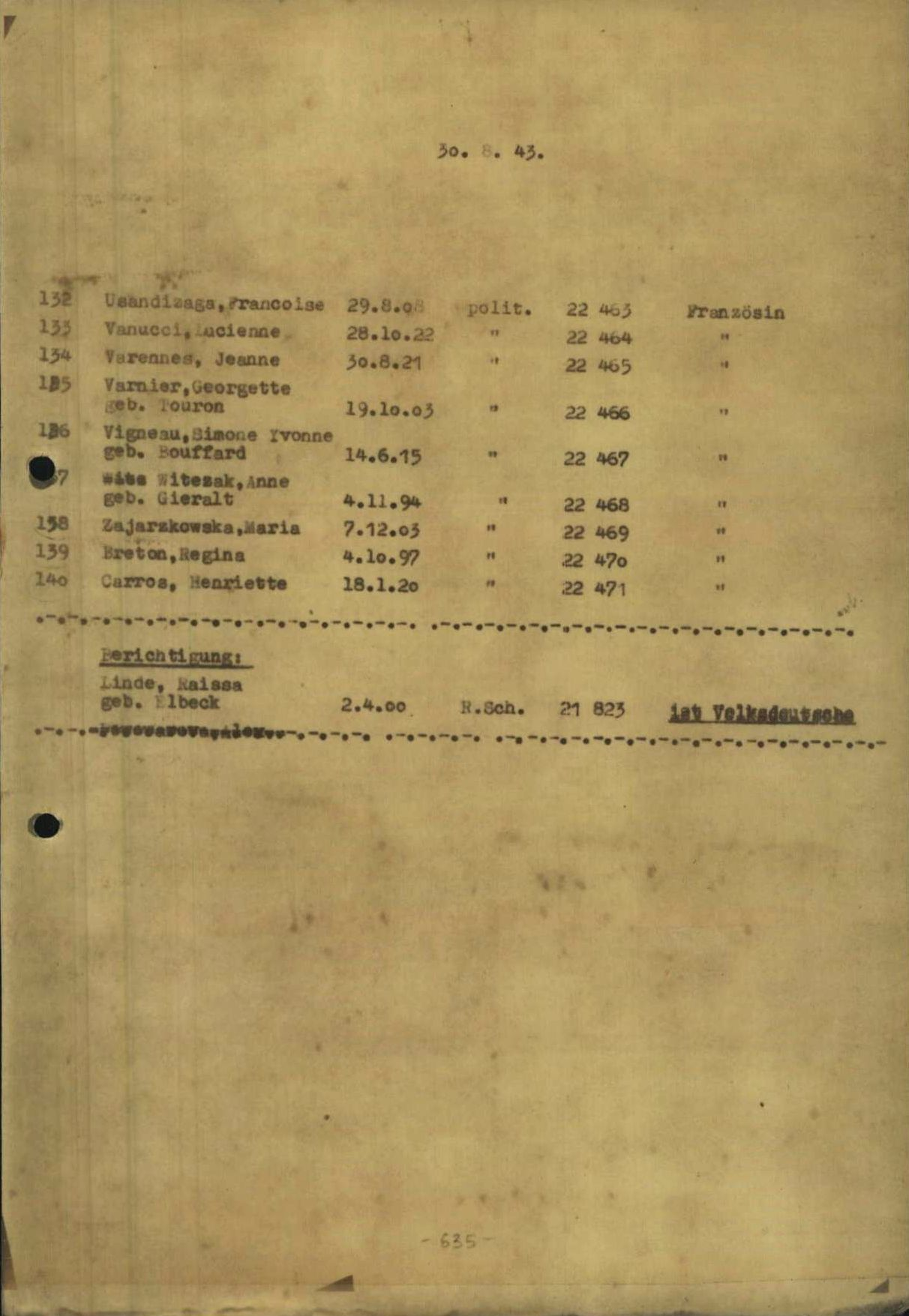
Frantxia Haltzuet, nommée Françoise Usandizaga à Ravensbrück, (Archives Arolsen).

- Frantxia Haltzuet, nommée  Françoise Usandizaga à Ravensbrück, (Archives Arolsen).Sa mémoire est conservée par les Archives Arolsen, centre de documentation, d’information et de recherche sur la persécution national-socialiste, le travail forcé et la Shoah, situé à Bad Arolsen en Allemagne[9].